# Ana Lebar
Ana (Anica) Lebar, slovenska pedagoška pisateljica, * 19. februar 1887, Brdo pri Lukovici, † 30. november 1951, Brdo pri Lukovici.

## Življenje
Obiskovala je ljudsko in kasneje meščansko šolo ter se šolala v učiteljišču pri uršulinkah v Ljubljani, kjer je leta 1907 maturirala, 1909 opravila usposobljenostni izpit in kasneje na Dunaju leta 1918 s strokovnim izpitom za pomožne šole zaključila svoje izobraževanje. V letih 1907–1911 je bila zaposlena na I. dekliški ljudski šoli v Ljubljani, od leta 1911 pa na pomožni šoli.

## Delo
Poleg pedagoškega dela je med leti 1918 in 1926 delovala tudi kot tajnica Slomškove zveze, od 1926 pa v novonastali Slomškovi družbi, katere namen je prav tako bil razvijati pedagoško vedo na krščanskih temeljih. Pri Orliški zvezi je od 1924 do 1929 imela prosvetni referat, od leta 1925 urejevala dekliški (ženski) časopis Vigred, vzgojni del Domoljubove priloge Mati in gospodinja ter nekaj let bila urednica priloge istega časnika, imenovane Naši mali. Od leta 1929 je oskrbovala Dekliško uro na ljubljanskem radiu, istega leta je pri Slovenski krščanski ženski zvezi začela delovati kot podpredsednica, naslednje leto (1930) pa postala predsednica Zveze. Poleg sodelovanja na različnih področjih je napisala književna in pedagoška dela, uredila Dekliški oder (tj. 6 zvezkov), poslovenila povest Je pa davi slan’ca pala (Es fiel ein Reif) avtorice Henriette Brey (v Vigred, 1927) in leta 1929 predelala 3. izdajo knjige Mati vzgojiteljica.